# Edgar Nohales
Nohales  Nieto est un nom espagnol. Le premier nom de famille, en général paternel, est Nohales ; le second, en général maternel, souvent omis, est Nieto.
Edgar Nohales Nieto (né le 28 juillet 1986 à Valladolid) est un coureur cycliste espagnol.

## Palmarès et résultats

### Palmarès par année
- 2006
  - Trofeo San Juan y San Pedro
- 2014
  - 7-11 Tour
- 2016
  - San Jose-Tarlac
- 2017
  - 4e étape du Tour de Florès
- 2018
  - 6e étape de la Mekong Delta Cycling Cup
- 2019
  - 2e du Tour de Guam

### Classements mondiaux
| Année                                 | 2013 | 2014 | 2015 | 2016  | 2017 | 2018 | 2019  |
| ------------------------------------- | ---- | ---- | ---- | ----- | ---- | ---- | ----- |
| Classement mondial                    |      |      |      | 1848e | 920e | nc   | 2063e |
| UCI Europe Tour                       | nc   | nc   | nc   | nc    | nc   | nc   | 1347e |
| UCI Asia Tour                         | 335e | 427e | nc   | 340e  | 113e | nc   |       |
|                                       |      |      |      |       |      |      |       |
| Légende : nc = non classéSource : UCI |      |      |      |       |      |      |       |